# Myolepta carthaginiensis
Myolepta carthaginiensis är en tvåvingeart som beskrevs av Reemer och Hauser 2005. Myolepta carthaginiensis ingår i släktet parkblomflugor, och familjen blomflugor.
Artens utbredningsområde är Tunisien. Inga underarter finns listade i Catalogue of Life.